# Karl Mathy

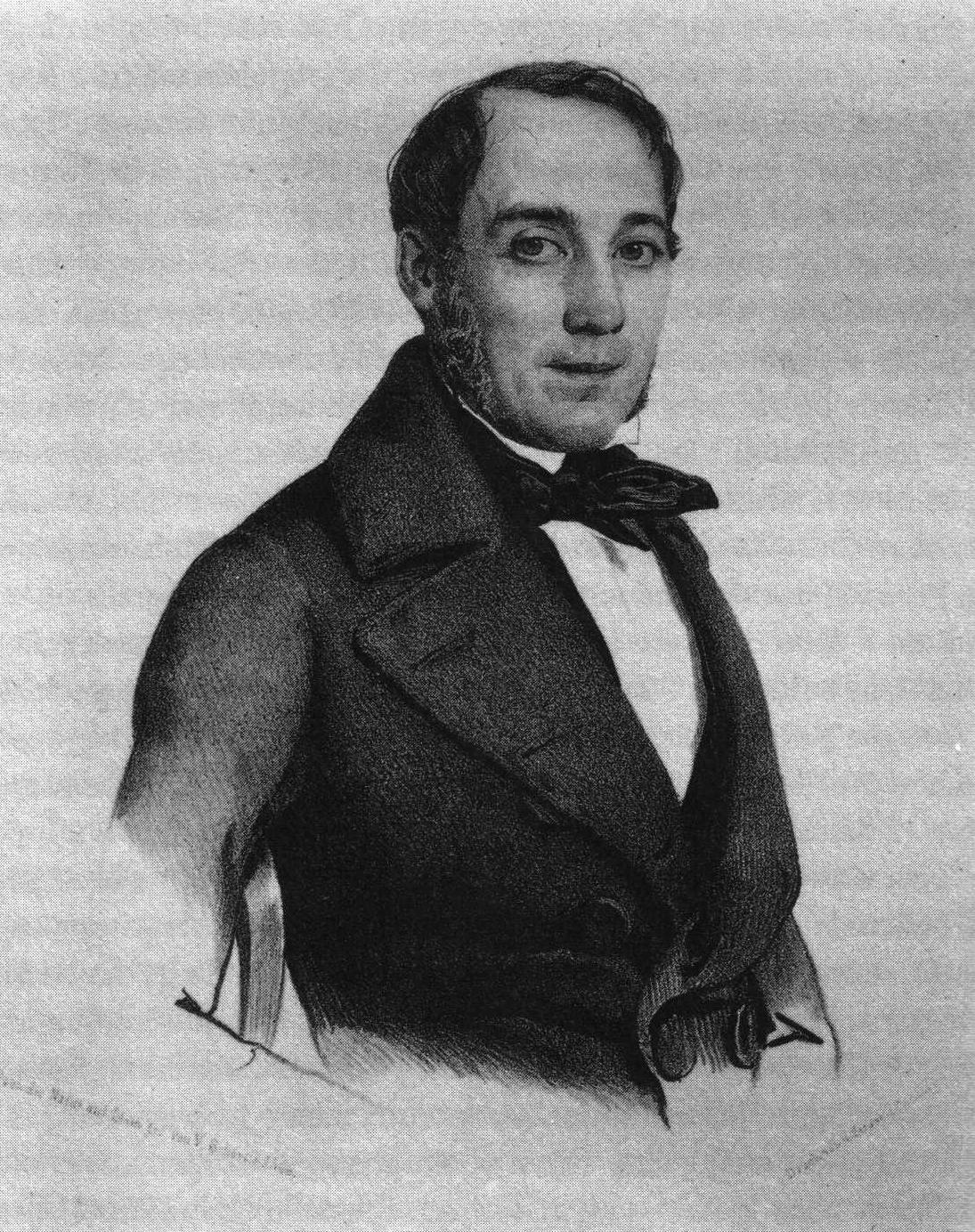
Karl Mathy. Lithografie nach einer Zeichnung von Valentin Schertle, 1846.

Karl Friedrich Wilhelm Mathy (* 17. März 1807 in Mannheim; † 3. Februar 1868 in Karlsruhe) war ein badischer Journalist und Politiker. Nachdem er in jungen Jahren aus politischen Gründen in die Schweiz emigrieren musste und auch nach seiner Rückkehr nach Baden 1840 noch zur linken Opposition zählte, wurde er kurz vor Ausbruch der Märzrevolution zu einem der führenden Vertreter des gemäßigten süddeutschen Liberalismus. 
Er war unter anderem Herausgeber der Deutschen Zeitung, Mitorganisator der Heppenheimer Tagung, Mitglied des Fünfzigerausschusses und führender Vertreter der Casino-Fraktion in der Frankfurter Nationalversammlung. Nach der Niederschlagung der Revolution begann er eine Karriere als Bankier, wechselte später wieder in den badischen Staatsdienst und wurde schließlich 1866 als Präsident des Staatsministeriums Regierungschef in Baden.

## Herkunft und Ausbildung
Mathy war Sohn des Lyzealprofessors Johann Peter Arnold Mathy. Dieser war nach Studium am Heidelberger Jesuitenkolleg ursprünglich katholischer Geistlicher, ehe er nach Streitigkeiten mit der Lazaristenbewegung in den Lehrerberuf wechselte, 1805 zum Protestantismus übertrat und im fortgeschrittenen Alter mit seiner langjährigen Haushälterin, Anna-Maria Joerg, eine Familie gründete, der acht Kinder entstammten.
Nach dem Abschluss des Lyzeums studierte Mathy von 1824 bis 1828 Rechts- und Kameralwissenschaften an der Universität Heidelberg. Dort wurde er 1824 Mitglied der Alten Heidelberger Burschenschaft. Nach dem Ende des Studiums reiste er zu Studienzwecken, aber auch aus politischen Gründen, nach Paris. Begeistert vom Philhellenismus hoffte Mathy, dort vom Philhellenistischen Comitee Mittel für eine Reise nach Griechenland zu erhalten, um die dortige Freiheitsbewegung aktiv zu unterstützen. Nachdem er jedoch nicht in den Freiwilligenverband von Graf Harcourt aufgenommen worden war, kehrte er nach Heidelberg zurück und bestand die Aufnahmeprüfung in den Staatsdienst mit „sehr gut“. 1829 trat er dann als Kameralpraktikant in Mannheim in den badischen Staatsdienst ein. 1832 wechselte er zur Steuerdirektion nach Karlsruhe. Von seinen Vorgesetzten gut beurteilt, schien Mathy eine rasche Karriere im Staatsdienst bevorzustehen, zumal der neue Großherzog Leopold einen vergleichsweise liberalen Kurs verfolgte.

## Oppositioneller Journalist im Vormärz
In Karlsruhe nahm Mathy regelmäßig als Zuschauer an den Debatten in der Zweiten Kammer der Ständeversammlung teil und begann, für mehrere lokale Zeitungen über die nach der Julirevolution in Frankreich kontroverser werdenden Debatten zu berichten. 1831 veröffentlichte er die Schrift „Vorschläge über die Einführung einer Vermögenssteuer in Baden“, mit der er die Aufmerksamkeit Karl von Rottecks auf sich zog. Rotteck vermittelte Mathy daraufhin als Berichterstatter über die badischen Kammerverhandlungen an die renommierte Augsburger Allgemeine Zeitung. Gleichzeitig schrieb Mathy Artikel für weitere Zeitungen. 1832 gründete Mathy mit der Zeitschrift Der Zeitgeist eine eigene politische Publikation, in der er für die deutsche Einigung und politische Reformen eintrat.
In dieser Zeit auch materieller Sicherheit kündigte Mathy die Hochzeit mit Anna Maria Franziska Stromeyer an. Die für 1833 geplante Hochzeit scheiterte aber zunächst an den Folgen seines politischen Engagements, bevor sie dann im gleichen Jahr am 17. Juli in Schwetzingen doch noch stattfinden konnte. Mathy hatte als Zuschauer am Hambacher Fest teilgenommen. Bei der danach einsetzenden Verfolgung führender Teilnehmer half er Bekannten und Freunden, wie seinem Schwager Franz Stromeyer, den Verhaftungen zu entkommen. Dies und die einsetzenden Unterdrückungsmaßnahmen des Deutschen Bundes nach dem Frankfurter Wachensturm führten dazu, dass er seines Amtes enthoben wurde. 1833 wurde Mathy aus dem Staatsdienst entlassen und vier Wochen in Untersuchungshaft genommen. Anschließend verdiente er seinen Lebensunterhalt eher spärlich mit Artikeln für das Rotteck-Welckersche Staatslexikon und journalistische Gelegenheitsarbeiten.
Als die Mainzer Zentraluntersuchungskommission aufgrund seiner vielfältigen Kontakte zur politischen Opposition von der badischen Regierung 1835 zum dritten Mal seine Verhaftung forderte, floh er mit seiner Familie über Straßburg in die Schweiz, wo er von Johann Rudolf Schneider unterstützt wurde und als Lehrer und Journalist in Biel und Aarau arbeitete. Als Mitstreiter Mazzinis verfasste er Artikel unter anderem für die Konstanzer Seeblätter und La jeune Suisse. Nachdem er in der Schweiz am 11. Juli 1836 verhaftet und wegen des Verdachts auf Zugehörigkeit zu Mazzinis Geheimbund Junges Europa in Untersuchungshaft genommen wurde, konnte seine Frau die Freilassung aus der Haft erwirken. Er entzog sich dem Zugriff der Berner Behörden durch Flucht und bewarb sich als Gymnasiallehrer in Aarau. Er bekam die Stelle jedoch nicht und trat 1837 eine Stelle als Lehrer in Grenchen an, wo die Familie Zuflucht gefunden hatte. Im Oktober 1837 wurde die Berner Untersuchung gegen Mathy eingestellt, und auch eine Ausweisung drohte ihm nicht mehr. In den folgenden Jahren lebte Mathy als Lehrer in Grenchen. Er kehrte 1840 nach Karlsruhe zurück, nachdem er dort von den politischen Vorwürfen freigesprochen worden war. Er verdiente seinen Lebensunterhalt als profilierter Journalist und schrieb unter anderem für die lokale Badische Zeitung, die Kölnische Zeitung und das Mannheimer Journal. Ab 1842 war er Herausgeber der Landtagszeitung. Neben tagespolitischen Beiträgen machte er sich vor allem in finanzpolitischen Fragen einen Namen. Bereits 1835 hatte Mathy eine Schrift über den Beitritt Badens zum Deutschen Zollverein veröffentlicht. Im Jahr 1837 wurde eine Schrift von ihm über die Ablösung des Zehnten im Kanton Bern mit einem Preis ausgezeichnet.

## Wendung zum gemäßigten Liberalen

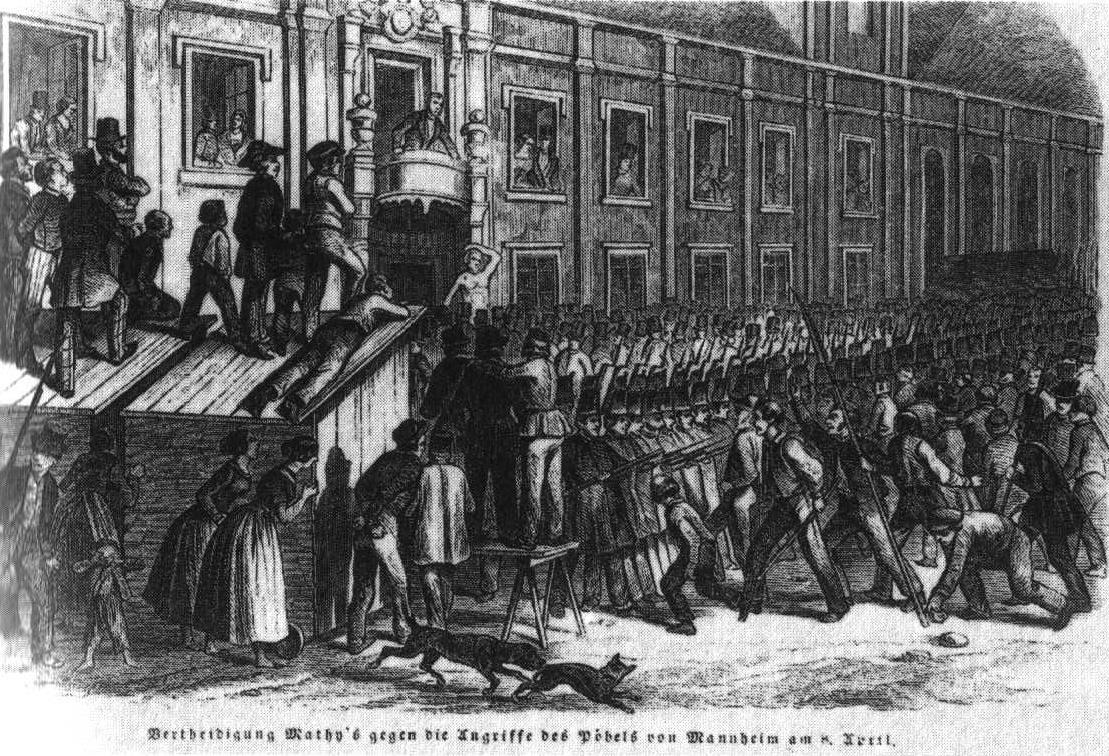
Mathy spricht vom Balkon des Mannheimer Rathauses, von der Mannheimer Bürgerwehr vor protestierenden Anhängern Heckers geschützt.

1842 wurde Mathy Abgeordneter in der Zweiten Kammer der Badischen Ständeversammlung und 1846 auch Mitglied im Mannheimer Gemeinderat. Seit 1844 nahm er an den als Hallgartenkreis bekannten Treffen auf Adam von Itzsteins Gut in Hallgarten teil. Aufgrund seiner politischen Vergangenheit und seiner journalistischen Tätigkeit zählte Mathy schnell zu den einflussreichsten Oppositionellen in der Ständeversammlung.

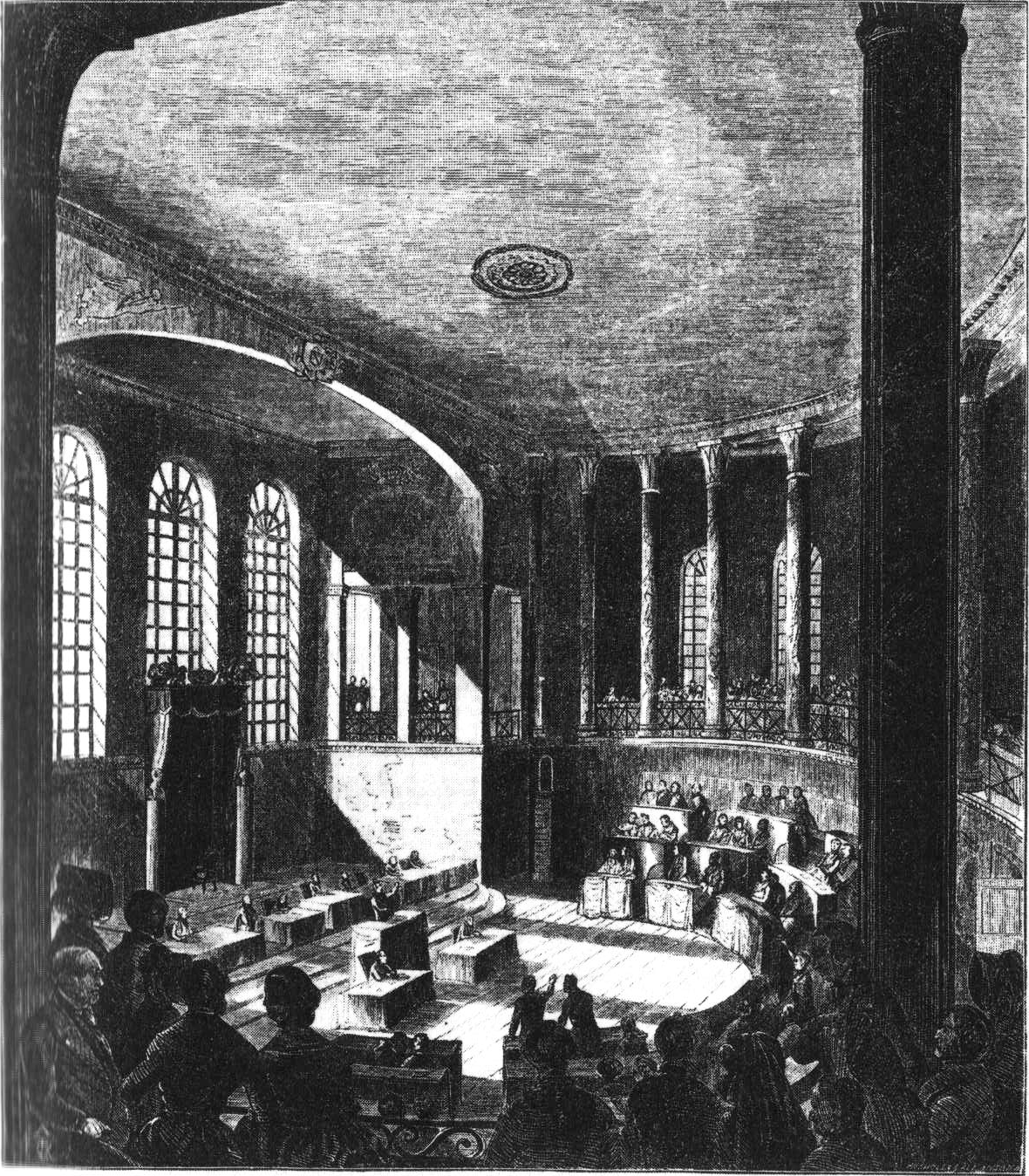
Zeitgenössische Darstellung einer Sitzung der Zweiten Kammer der Badischen Ständeversammlung im Jahr 1845.

Nach dem Ende der konservativen Ära Blittersdorf setzte Baden unter den Regierungen von Boeckh und insbesondere Bekk auf ein liberales Reformprogramm, das zumindest ansatzweise die langjährigen Forderungen der traditionell von Beamten und Professoren geprägten liberalen Opposition in der Ständeversammlung aufgriff. Nicht zuletzt aufgrund der dadurch eröffneten Möglichkeiten, beispielsweise der vergleichsweise freieren Presse, bildete sich in der Ständeversammlung Ende 1846 ein radikalerer Flügel um Politiker wie Friedrich Hecker, Lorenz Brentano und Joseph Ignatz Peter heraus, der die bisherige Politik der liberalen Opposition als zu kompromissbereit und nicht entschieden genug ansah. Mathy war für lange Zeit eines der verbindenden Elemente zwischen diesen Flügeln und wurde von beiden Seiten, sowohl den abwertend als „Halben“ bezeichneten Gemäßigten um Georg Gottfried Gervinus und Carl Theodor Welcker, als auch den sich als „Ganzen“ bezeichnenden radikaleren Politikern, die zunehmend revolutionäre Forderungen stellten, als einer der Ihren anerkannt. Das verbindende Element war insbesondere der Kampf für die Gewährung weiterer Bürgerrechte, bei dem Mathy häufig auf die immer noch bestehende Zensur hinwies. Bei aller Kritik war Mathy allerdings bereit, in Sachfragen auch die Regierung zu unterstützen. Er galt insbesondere als Spezialist für Wirtschaftsfragen und „verkörperte [...] in hohem Maße den Vorläufer eines Realpolitikers“. Während der Wirtschaftskrise von 1847 stimmte er einem Regierungsantrag zu, einige größere Fabriken des Landes mit staatlichen Mitteln zu unterstützen, um so den Anstieg der Erwerbslosigkeit zu verhindern. Durch diese gemäßigte Haltung wurden die politischen Unterschiede zwischen Mathy und radikaleren Oppositionellen wie Friedrich Hecker, Gustav Struve, Joseph Fickler oder Lorenz Brentano stärker.
Als sich im Frühjahr 1848 der linke Flügel weiter radikalisierte und die „Ganzen“ mehr und mehr zur offenen Gewalt und zum Umsturz der gesellschaftlichen Verhältnisse aufriefen, kam es zum Bruch Mathys mit den Linken, nachdem es bereits Ende 1847 am Rande einer Sitzung der Ständeversammlung zur Verabredung eines dann doch nicht durchgeführten Duells zwischen Hecker und Mathy gekommen war.
Mathy vertrat spätestens ab 1848 ein gemäßigtes liberales Programm, das auf ein vereintes Deutschland in Form einer konstitutionellen Monarchie abzielte. Darüber hinaus trat er im Gegensatz zu den radikalen Demokraten für Handels- und Gewerbefreiheit sowie die Aufhebung von Zollgrenzen ein. Allerdings war er keineswegs der Vertreter eines unbeschränkten Wirtschaftsliberalismus etwa im Gefolge von Adam Smith. Vielmehr forderte Mathy staatliches Handeln auch im wirtschaftlichen Bereich, um das „Missverhältnis zwischen Kapital und Arbeit“ auszugleichen. So plädierte er für die Schaffung einer badischen Bank oder den Ausbau des Eisenbahnnetzes. Hinzu kamen Forderungen nach einer Steuerreform, die allzu große Besitzunterschiede ausgleichen sollte, Verbesserung der Bildungsmöglichkeiten für untere Schichten und eine aktive Sozialpolitik. Dazu zählte unter anderem die Forderung nach Verkürzung der Arbeitszeiten, Versicherungseinrichtungen und die Schaffung neuer Verdienstmöglichkeiten. Im Sinne von Mathy ging es nicht darum, wie bisher „Müßiggänger mit Klostersuppe zu füttern“, sondern eine liberale Sozialpolitik sollte dazu dienen, „Arbeit zu verschaffen - die beste Armenpflege, die zugleich die Armen intelligent macht, während sie in anderer Weise verkommen würden.“ Auf lange Sicht sollte die Sozialpolitik dazu dienen, das Leitbild des süddeutschen Liberalismus, eine Bürgergesellschaft mittlerer Existenzen (Lothar Gall), umzusetzen. Der angestrebte Wirtschaftsaufschwung sollte dazu dienen, den Mittelstand zu stützen und zu verbreitern. Eine solche Gesellschaft sei besser geeignet, eine angemessene Verteilung des Volkseinkommens zu gewährleisten, als „große Unternehmer mit vielen Tagarbeitern.“

### Liberaler Journalismus und Märzrevolution

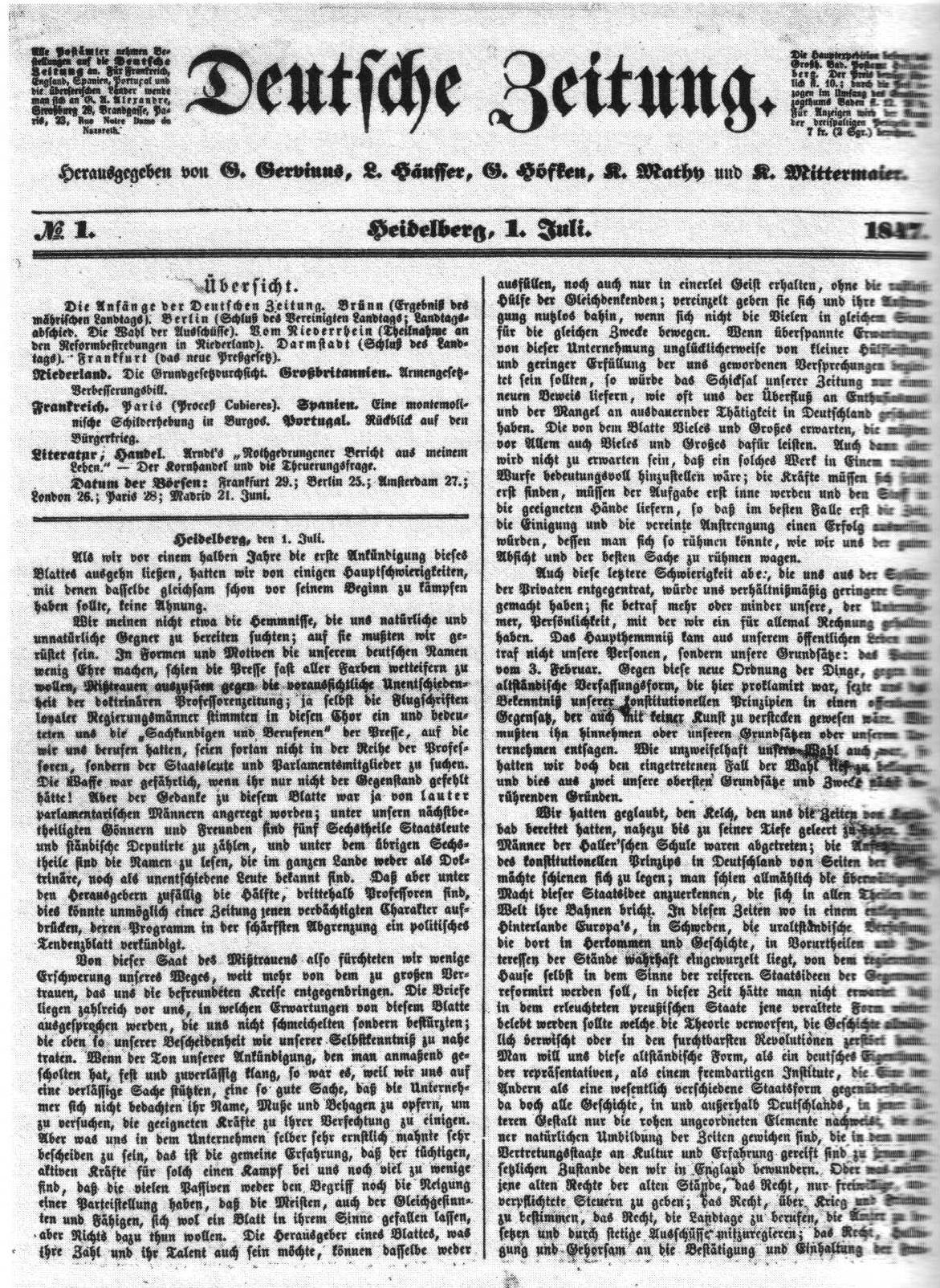
Erstausgabe der Deutschen Zeitung vom 1. Juli 1847 mit Nennung von Mathy in der Herausgeberzeile.

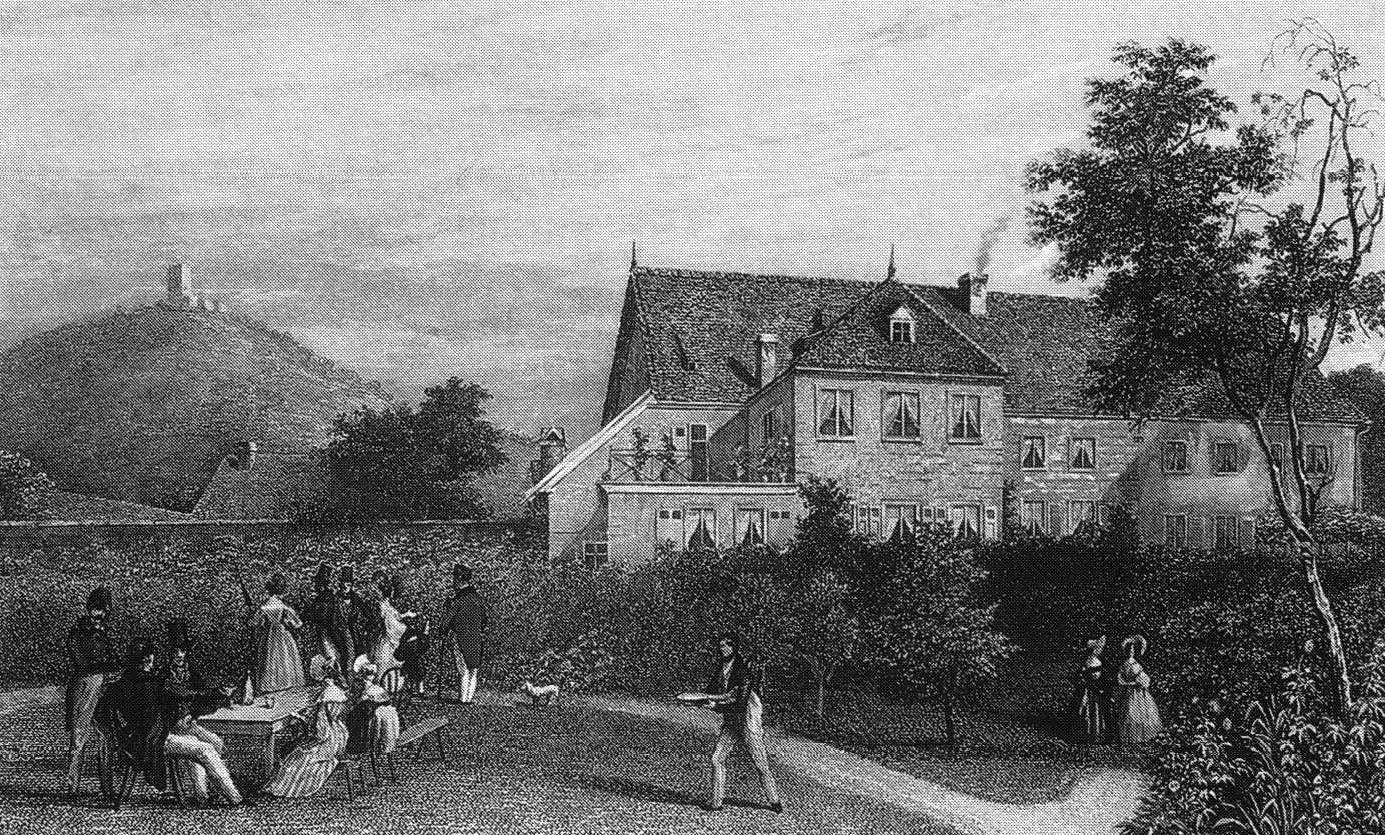
Der Tagungsort der Heppenheimer Versammlung: Der Halbe Mond in Heppenheim. Stahlstich von Grünewald/Lambert, 1840.

1843 gründete Mathy zusammen mit Friedrich Daniel Bassermann in Mannheim die Bassermann'sche Verlagsbuchhandlung, die von Anfang an auf ein politisches Verlagsprogramm im Sinne des Liberalismus setzte. Zum journalistischen Flaggschiff des Verlags wurde die ab dem 1. Juli 1847 in Heidelberg erscheinende liberal-intellektuelle Deutsche Zeitung. Die Deutsche Zeitung wurde von Bassermann und Mathy zusammen mit Liberalen aus dem ganzen Deutschen Bund als politische Sammlungsbewegung verstanden, die die politischen Handlungsstränge in den einzelnen Staaten des Deutschen Bundes zusammenführen und dazu beitragen sollte, eine gemeinsame liberale Meinung herauszubilden und politisch zu unterstützen. Zusammen mit Gervinus, Gustav Höfken, Karl Mittermaier und Ludwig Häusser zählte Mathy auch zum Herausgebergremium der Zeitung und schrieb insbesondere wirtschaftspolitische Beiträge. Nach dem Verkauf der Zeitung an die Weidmannsche Buchhandlung zum 1. Oktober 1848 wurde Mathy freier Mitarbeiter der Deutschen Zeitung.
Im Rahmen eines Besuchs David Hansemanns 1847, der der Organisation der Deutschen Zeitung diente, wurde im Büro Mathys die Idee geboren, dass sich die liberalen Kammerabgeordneten in den deutschen Ländern untereinander abstimmen sollten, um mit gleichgerichteten Anträgen für Bürgerrechte und nationale Einheit den Druck auf die konservativen Regierungen des Deutschen Bundes zu erhöhen. Zusammen mit Bassermann und Hansemann war Mathy anschließend Organisator der Heppenheimer Tagung vom 10. Oktober 1847, die diese Ziele umsetzen sollte. Das maßgeblich von Hansemann formulierte dort beschlossene politische Programm, das die Einigung Deutschlands durch den Ausbau des Deutschen Zollvereins zu einer politischen Institution mit Exekutive und Zollparlament vorsah, wurde durch einen Bericht Mathys in der Deutschen Zeitung der Öffentlichkeit zugänglich gemacht und führte zu einer lebhaften Diskussion im Deutschen Bund. Ebenso unterstützte Mathy im Februar 1848 in der zweiten Kammer der Ständeversammlung den auf den Heppenheimer Diskussionen basierenden Antrag von Bassermann, eine Volksvertretung beim Deutschen Bund einzurichten. Dieser Antrag wird allgemein als einer der Meilensteine zur Märzrevolution angesehen.

### Frankfurter Nationalversammlung und Kleindeutsche Lösung
Die gemäßigte reformerische Haltung und Ablehnung von Republikanismus und Radikalismus bestimmte Mathys Handeln während der Revolution von 1848/49. Am 27. Februar 1848 war er Präsident der Mannheimer Volksversammlung und wurde Hauptmann in der Mannheimer Volkswehr. Im März des gleichen Jahres war er Teilnehmer der Heidelberger Versammlung der 51, die einen Siebenerausschuss wählte, welcher wiederum die Einladungen zum Vorparlament, dem Mathy ebenfalls angehörte, aussprach. Anschließend war Mathy Abgeordneter im Fünfzigerausschuss und dessen Bevollmächtigter in der Schleswig-Holstein-Frage. In diesem Gremien plädierte er weiterhin nicht für eine revolutionäre Lösung, sondern für eine Reform des deutschen Bundes.
Seine antiradikale Haltung zeigte sich am 8. April 1848, als er am Karlsruher Bahnhof eigenmächtig und in seiner Funktion als Kammerabgeordneter illegal die Verhaftung des leitenden Redakteurs der radikalen Seeblätter, Joseph Fickler, anordnete. Diese Aktion war einer der unmittelbaren Auslöser für den Heckeraufstand, mit dem Hecker auch seiner befürchteten eigenen Verhaftung zuvorkommen wollte. Die antiradikale Haltung führte dazu, dass Mathy in die badische Märzregierung eintrat und ihr von April 1848 bis Mai 1849 als wenig einflussreicher Minister ohne Geschäftsbereich angehörte. Gleichzeitig wurde er Mitglied des badischen Staatsrates.
Ab dem 18. Mai 1848 war Mathy Abgeordneter für Calw in der Frankfurter Nationalversammlung, wo er von Beginn an zu den führenden Mitgliedern der Casino-Fraktion zählte. Obwohl Mathy die Einrichtung einer provisorischen Zentralgewalt ohne Zustimmung der einzelstaatlichen Regierungen durch Heinrich von Gagern eigentlich ablehnte, trat er dennoch in die neue Zentralregierung als Unterstaatssekretär im Reichsfinanzministerium ein. Diesen Posten hatte er von August 1848 bis Mai 1849 inne. Bei den internen Beratungen der Zentralgewalt, aber auch als Mitglied der Nationalversammlung spielte Mathy eine wichtige Rolle. Am 21. Mai 1849 legte er zusammen mit weiteren Mitgliedern der Casino-Fraktion sein Mandat aufgrund der Radikalisierung der Nationalversammlung nieder. Während der dann folgenden Reichsverfassungskampagne, die in Baden zur Vertreibung des Großherzogs im Rahmen der badischen Revolution führte, blieb Mathy bei seiner regierungstreuen Linie und übernahm von Mai bis Juni 1849 in der Exilregierung Großherzog Leopolds für wenige Wochen als Präsident das Finanzministerium.
Anschließend lebte Mathy kurzfristig als Journalist in Frankfurt. Er versuchte weiterhin, die Einigung Deutschlands im Sinne einer kleindeutschen Lösung zu realisieren und unterstützte dabei die von Joseph von Radowitz konzipierte Unionspolitik Preußens als führender Protagonist der Gothaer Partei. Neben der Teilnahme am Gothaer Nachparlament gehörte er zu den Liberalen, die die Deutsche Zeitung von der Weidmannschen Buchhandlung zurückerwarben, um sie in ein Parteiorgan der kleindeutschen Liberalen umzuwandeln. 1850 war Mathy Abgeordneter im Erfurter Unionsparlament. Nach dem finanziellen Scheitern der Deutschen Zeitung und dem absehbaren Ende der Unionspolitik verlor Mathy noch seinen Sitz im Mannheimer Gemeinderat. Als Folge zog sich Mathy vorläufig aus der Politik zurück und arbeitete wieder als Journalist in Mannheim, unter anderem für die Weserzeitung, den Leipziger Grenzboten und das Mannheimer Journal.

## Karriere als Bankier
Im August 1854 trat Mathy auch aus der Bassermann’schen Verlagsbuchhandlung aus und ging auf Vermittlung Gustav Mevissens als leitender Mitarbeiter zum Schaaffhausen’schen Bankverein nach Köln. 1855 wurde er Direktor von David Hansemanns Direction der Disconto-Gesellschaft in Berlin, wo er an der Umwandlung der Genossenschaftsbank in ein aktienbasiertes Kreditinstitut beteiligt war. Ursprünglich von der Disconto-Gesellschaft als langfristige Beteiligung gedacht, hatte Mathy in Gotha über die Gründung einer Bank für Coburg-Gotha verhandelt. Aus diesem Grund wurde er auch 1857 beziehungsweise 1858 erster Direktor der Gothaer Privatbank in Gotha. Diese Berufung kam gegen den Widerstand Hansemanns zu Stande, da beide zu dieser Zeit zerstritten waren und sich erst später wieder aussöhnten. Eine nachhaltige Rolle konnte Mathy bei der Entwicklung der Bank nicht spielen, da er bald das Institut verließ und stattdessen 1859 erster Direktor der Allgemeinen Deutschen Credit-Anstalt in Leipzig wurde.

## Wiedereintritt in den badischen Staatsdienst
Mit dem Auslaufen der Reaktionszeit begann Mathy bereits in Gotha, sich wieder in politischen Flugschriften zu Wort zu melden. Im Jahr 1862 wurde Mathy als Anhänger der kleindeutschen Lösung in die badische Regierung von Anton von Stabel berufen. Er übernahm dabei die Position des Vorsitzenden Rates im Finanzministerium und die Leitung der Hofdomänenkammer. 1864 wurde er erster Präsident des neu geschaffenen Handelsministeriums. Außerdem war er seit 1863 Bevollmächtigter des Landes beim Deutschen Zollverein. Vor allem als Handelsminister spielte Mathy eine wichtige Rolle beim Ausbau des Eisenbahn- und Verkehrswesens, unter anderem durch Errichtung der Schwarzwaldbahn und der Badischen Odenwaldbahn.
Nach dem Rücktritt des Außenministers Franz von Roggenbach trat er weiterhin, letztlich vergeblich, für die kleindeutsche Lösung ein. Nachdem er den Kriegseintritt Badens auf Seiten Österreichs im Krieg von 1866 nicht verhindern konnte, legte Mathy seine Regierungsämter nieder.
Nach dem preußischen Sieg und dem darauf folgenden Rücktritt der Regierung Anton von Stabels berief Großherzog Friedrich I. Mathy am 27. Juli 1866 zum Präsidenten des Staatsministeriums. Daneben übernahm er erneut das Finanz- und Handelsministerium, wo er sich weiter um die Verbesserung der Verkehrsinfrastruktur bemühte, beispielsweise durch die Vorbereitungen zum Abschluss der Mannheimer Akte zur Rheinschifffahrt. Sein wichtigstes politisches Ziel als Regierungschef war der Anschluss Badens an den Norddeutschen Bund. Dazu gehörte nicht zuletzt die Verhinderung eines Südbundes, wie ihn der Prager Friede vorsah. Außerdem bemühte er sich darum, die militärischen Strukturen Badens an die des Norddeutschen Bundes anzugleichen und nahm Einfluss auf die Neuorganisation des Deutschen Zollvereins, der jetzt auch eine parlamentarische Vertretung erhielt.
Innenpolitisch bedeutete die Regierung Mathys eine Abkühlung der Beziehungen zur Zweiten Kammer. Im Gegensatz zur vorhergehenden Regierung Stabel regierten Mathy und sein Innenminister Julius Jolly ohne Rücksicht auf parlamentarische Mehrheiten. Zwar wahrte die Regierung rechtsstaatliche Prinzipien, sie beteiligte die Kammer jedoch nur spärlich am Regierungsprozess. Entsprechend forderte die Zweite Kammer vehement und schließlich mit Erfolg die Kodifizierung all jener Rechte, die sie unter Stabel de facto besessen hatte, insbesondere Gesetze zur Pressefreiheit und zur Ministerverantwortlichkeit. Die Verfassungsänderungen der Regierung Mathy von 1867 sowie 1868 brachten der Ständeversammlung das gewünschte Gesetzesinitiativrecht und das Recht der Ministeranklage. Die Zweite Kammer erhielt zudem das Recht, ihren Präsidenten selbst zu wählen.
Mathy starb in der Nacht vom 2. zum 3. Februar 1868 an einem Herzleiden.

## Ehrungen
- In Karlsruhe wurde 1912 die Mathystraße nach Karl Mathy benannt.
- Die Mannheimer Karl-Mathy-Straße befindet sich im Stadtteil Wohlgelegen und ist 1919 erstmals im Stadtplan nachweisbar.
- Auch die Karl Mathy-Strasse in der schweizerischen Stadt Grenchen ist nach Mathy benannt.

## Schriften (Auswahl)
- Vorschläge über die Einführung einer Vermögenssteuer in Baden. 1831.
- Betrachtungen über den Beitritt Badens zu dem deutschen Zollverein. Selbstverlag des Autors, Karlsruhe 1834.[4]